# Asterometridae
Asterometridae zijn een familie van zeelelies uit de orde van de haarsterren (Comatulida).

## Geslachten
- Asterometra A.H. Clark, 1907
- Pterometra A.H. Clark, 1909
- Sinometra Liao, 1984